# Steinsfeld
Steinsfeld est une commune de Bavière (Allemagne), située dans l'arrondissement d'Ansbach et le district de Moyenne-Franconie.

## Géographie

Situation de Steinsfeld (en rouge) dans l'arrondissement d'Ansbach

Steinsfald est située à la limite avec l'arrondissement de Neustadt an der Aisch-Bad Windsheim et le land de Bade-Wurtemberg (arrondissement de Main-Tauber), dans le Parc naturel de Frankenhöhe, sur la rive droite de la Tauber, à 5 km au nord de Rothenburg ob der Tauber et à 36 km au nord-ouest d'Ansbach, le chef-lieu de l'arrondissement.
La commune fait partie de la communauté administrative de Rothenburg.

## Histoire
Steinsfeld a été une possession de la ville libre de Rothenburg ob der Tauber. En 1803, elle a rejoint le royaume de Bavière et a été érigée en commune en 1818.
Dans les années 1970, les communes de Bettwar, Endsee, Gattenhofen et Hartershofen ont été incorporées à la commune de Steinsfeld.

## Démographie
| 1910   | 1933   | 1939   | 2003  | 2009  |
| ------ | ------ | ------ | ----- | ----- |
| 1 532, | 1 308, | 1 226, | 1 282 | 1 251 |